# 22.º governo da Monarquia Constitucional
O 22.º governo da Monarquia Constitucional, ou 2.º governo da Regeneração, nomeado a 6 de junho de 1856 e exonerado a 16 de março de 1859, foi presidido pelo marquês de Loulé.
Logo na sua estreia parlamentar, o governo tido como de Esquerda, declarou a intenção de prosseguir a mesma política do seu antecessor Regenerador, elegendo como principal prioridade do seu programa os melhoramentos técnicos e materiais do país. Este estado de coisas pôs a descoberto uma fractura dentro do Partido Histórico, entre uma tendência inclinada à colaboração com a Direita (a "unha branca") e uma tendência mais radical que insistia na afirmação da autonomia da Esquerda (a "unha negra").

## Composição
A sua constituição era a seguinte:
| Cargo                                                                                 | Detentor | Detentor                                            | Período                                       |
| ------------------------------------------------------------------------------------- | -------- | --------------------------------------------------- | --------------------------------------------- |
| Presidente do Conselho de Ministros                                                   |          | Marquês de Loulé (1804–1875)                        | 6 de junho de 1856 a 16 de março de 1859      |
| Ministro e Secretário de Estado dos Negócios do Reino                                 |          | Júlio Gomes da Silva Sanches (1803–1866)            | 6 de junho de 1856 a 14 de março de 1857      |
| Ministro e Secretário de Estado dos Negócios do Reino                                 |          | Marquês de Loulé (interino) (1804–1875)             | 6 de junho de 1856 a 25 de junho de 1856      |
| Ministro e Secretário de Estado dos Negócios do Reino                                 |          | Marquês de Loulé (1804–1875)                        | 14 de março de 1857 a 16 de março de 1859     |
| Ministro e Secretário de Estado dos Negócios Eclesiásticos e de Justiça               |          | Elias da Cunha Pessoa (1801–1860)                   | 6 de junho de 1856 a 14 de março de 1857      |
| Ministro e Secretário de Estado dos Negócios Eclesiásticos e de Justiça               |          | Vicente Ferrer (1798–1886)                          | 14 de março de 1857 a 4 de maio de 1857       |
| Ministro e Secretário de Estado dos Negócios Eclesiásticos e de Justiça               |          | António José de Ávila (interino) (1807–1891)        | 4 de maio de 1857 a 7 de dezembro de 1857     |
| Ministro e Secretário de Estado dos Negócios Eclesiásticos e de Justiça               |          | José Silvestre Ribeiro (1807–1891)                  | 7 de dezembro de 1857 a 31 de março de 1858   |
| Ministro e Secretário de Estado dos Negócios Eclesiásticos e de Justiça               |          | António José de Ávila (interino) (1807–1881)        | 31 de março de 1858 a 16 de março de 1859     |
| Ministro e Secretário de Estado dos Negócios da Fazenda                               |          | José Jorge Loureiro (interino) (1791–1860)          | 6 de junho de 1856 a 23 de janeiro de 1857    |
| Ministro e Secretário de Estado dos Negócios da Fazenda                               |          | Júlio Gomes da Silva Sanches (interino) (1803–1866) | 23 de janeiro de 1857 a 14 de março de 1857   |
| Ministro e Secretário de Estado dos Negócios da Fazenda                               |          | António José de Ávila (1807–1881)                   | 14 de março de 1857 a 16 de março de 1859     |
| Ministro e Secretário de Estado dos Negócios da Guerra                                |          | José Jorge Loureiro (1791–1860)                     | 6 de junho de 1856 a 23 de janeiro de 1857    |
| Ministro e Secretário de Estado dos Negócios da Guerra                                |          | Visconde de Sá da Bandeira (interino) (1795–1876)   | 23 de janeiro de 1857 a 8 de setembro de 1857 |
| Ministro e Secretário de Estado dos Negócios da Guerra                                |          | António Rogério Gromicho Couceiro (1807–1862)       | 8 de setembro de 1857 a 16 de março de 1859   |
| Ministro e Secretário de Estado dos Negócios da Guerra                                |          | Visconde de Sá da Bandeira (interino) (1795–1876)   | 16 de dezembro de 1858 a 16 de março de 1859  |
| Ministro e Secretário de Estado dos Negócios da Marinha e Ultramar                    |          | Visconde de Sá da Bandeira (1795–1876)              | 6 de junho de 1856 a 16 de março de 1859      |
| Ministro e Secretário de Estado dos Negócios Estrangeiros                             |          | Marquês de Loulé (1804–1875)                        | 6 de junho de 1856 a 16 de março de 1859      |
| Ministro e Secretário de Estado dos Negócios das Obras Públicas, Comércio e Indústria |          | Visconde de Sá da Bandeira (interino) (1795–1876)   | 6 de junho de 1856 a 25 de junho de 1856      |
| Ministro e Secretário de Estado dos Negócios das Obras Públicas, Comércio e Indústria |          | Marquês de Loulé (1804–1875)                        | 25 de junho de 1856 a 14 de março de 1857     |
| Ministro e Secretário de Estado dos Negócios das Obras Públicas, Comércio e Indústria |          | Carlos Bento da Silva (1812–1891)                   | 14 de março de 1857 a 16 de março de 1859     |